# La fanciulla del West
La fanciulla del West (La noia de l'Oest) és una òpera en tres actes, amb música de Giacomo Puccini, sobre llibret italià de Guelfo Civinini i Carlo Zangarini, basada en l'obra de teatre The Girl of the Golden West de David Belasco. Va ser estrenada el 10 de desembre de 1910 al Metropolitan Opera de Nova York.

## Gènesi
Després de l'èxit de la seua òpera Madama Butterfly, Puccini va retornar a la mateixa font d'inspiració, David Belasco. Belasco, autor del drama en què es va basar Madama Butterfly havia escrit també The Girl of the Golden West, que Puccini va seleccionar per a la seua següent òpera.
L'estrena va comptar amb Emmy Destinn en el paper de Minnie, Caruso com Dick Johnson i Pasquale Amato com Jack Rance; la direcció va anar a càrrec d'Arturo Toscanini.
Aquesta va ser la primera estrena mundial d'una òpera pel Metropolitan Opera House i esdevingué un enorme èxit en tots els Estats Units d'Amèrica. Tot i això, mai no ha aconseguit una efectiva popularitat a Europa, llevat potser d'Alemanya, on va gaudir d'una triomfant estrena el març de 1913 a la Deutsche Opernhaus de Berlín (avui dia coneguda com a Deutsche Oper) sota la direcció d'Ignatz Waghalter. Potser la seua inferior popularitat es dega a la manca de peces brillants i singulars que són tan característiques de les altres òperes del compositor. No obstant aquest fet, se n'ha admirat la integració musical, molt més aconseguida que en les seues òperes més primerenques. Es representa ocasionalment, però no tan sovint com les altres òperes de maduresa de Puccini.

## Sinopsi
Temps: 1849 a 1850, en plena febra de l'or.
Lloc: Un camp miner en les altes serralades de Califòrnia.

### Acte 1
El sheriff Rance apaivaga una baralla que ha esclatat en el Polka Saloon, del qual és propietària la jove Minnie. Ashby anuncia que està percaçant el bandit Ramerrez i la seua banda. Rance està enamorat de Minnie; per això quan hom li diu que Minnie està jugant amb ell, comença una altra baralla. Apareix el conductor del Pony Express amb una carta d'una antiga amant de Ramerrez, que assegura que revelarà el seu parador. Després apareix un foraster, que es fa dir Dick Johnson (en realitat es tracta de Ramerrez que ha aparegut d'incògnit per a avaluar les possibilitats de robar l'or que els miners deixen en dipòsit a Minnie). Immediatament Minnie i Johnson s'adonen que ja es coneixen d'abans, tot i que Minnie desconeix la seua vertadera identitat. La simpatia evident que naix entre Johnson i Minnie amoïna Rance. Quan tots els presents se'n van del saló per a executar un pla de captura de Ramerrez, aquest, tot i coneixedor del perill, roman en el saló perquè s'ha enamorat de Minnie.

### Acte 2
Minnie parla a Johnson sobre la seua vida i es besen. Sobrepassat pel sentiment de culpa de no haver desvelat la seua identitat a Minnie, Johnson intenta anar-se'n, però un soroll de trets el fa tornar. Jura el seu amor a Minnie. En sentir que els homes i el sheriff Rance estan a punt d'entrar, Minnie amaga Johnson. Els homes han descobert la vertadera identitat del foraster i, en assabentar-se'n, Minnie es queda paralitzada. Quan els homes se'n van, Minnie reprotxa a Johnson la seua mentida. Ell la hi confessa, demana perdó i promet canviar de vida per amor a ella, però ella l'obliga a anar-se'n. En sortir rep un tret del sheriff, que estava vigilant per la rodalia. Tot i el desengany, Minnie fa entrar de nou Johnson i l'amaga. Rance entra amb l'esperança de trobar a Ramerrez, adonant-se de la seua presència en veure una gota de sang. Desesperadament, Minnie fa una oferta a Rance: jugaran al pòquer la llibertat de Johnson. Rance ho accepta. Minnie guanya la partida amb l'ajut d'una carta marcada, i Rance accepta respectar el pacte.

### Acte 3
Rance està furiós pel fet que Minnie estime Ramerrez. Ashby captura Ramerrez i el lliura al sheriff. Els homes volen portar-lo a la forca, per lladre i assassí. No obstant ell nega que haja matat ningú, tot i admetre que ha robat. Finalment accepta la sentència, però demana només que siga comunicat a Minnie que ha aconseguit fugir. Minnie apareix abans que la sentència siga acomplida. Davant de la forca, amb una arma a la mà, assegura als homes que s'estima més matar ella mateixa l'home a qui estima i després suïcidar-se que no pas la vergonya de la pena de mort. Recorda als homes tots els favors que li deuen, i a poc a poc la compassió va guanyant camí entre els rudes miners. Finalment aquests decideixen deixar lliure Ramerrez perquè puga començar una nova vida amb Minnie.

## Curiositats
- L'ària Music of the Night, del musical The Phantom of the Opera d'Andrew Lloyd Webber, presenta una gran similitud amb l'ària Quello che tacete, del final de l'acte primer de La fanciulla. No obstant això, mai no s'ha provat que el paregut fos intencionat.

## Àries destacades
- "Laggiù nel Soledad" - Minnie, Acte 1
- "Minnie, dalla mia casa" - Jack Rance, Acte 1
- "Oh, se sapeste" - Minnie, Acte 2
- "Or son sei mesi" - Dick Johnson, àlies Ramerrez, Acte 2
- "Ch'ella mì creda libero" - Dick Johnson, àlies Ramerrez, Acte 3